# 1 Pułk Dragonów Gwardii (Cesarstwo Niemieckie)
1 pułk dragonów  Gwardii im. Królowej Wielkiej Brytanii Wiktorii (niem. 1. Garde-Dragoner-Regiment „Königin Viktoria von Großbritannien und Irland“)  – pułk kawalerii niemieckiej okresu Cesarstwa Niemieckiego.

## Bibliografia

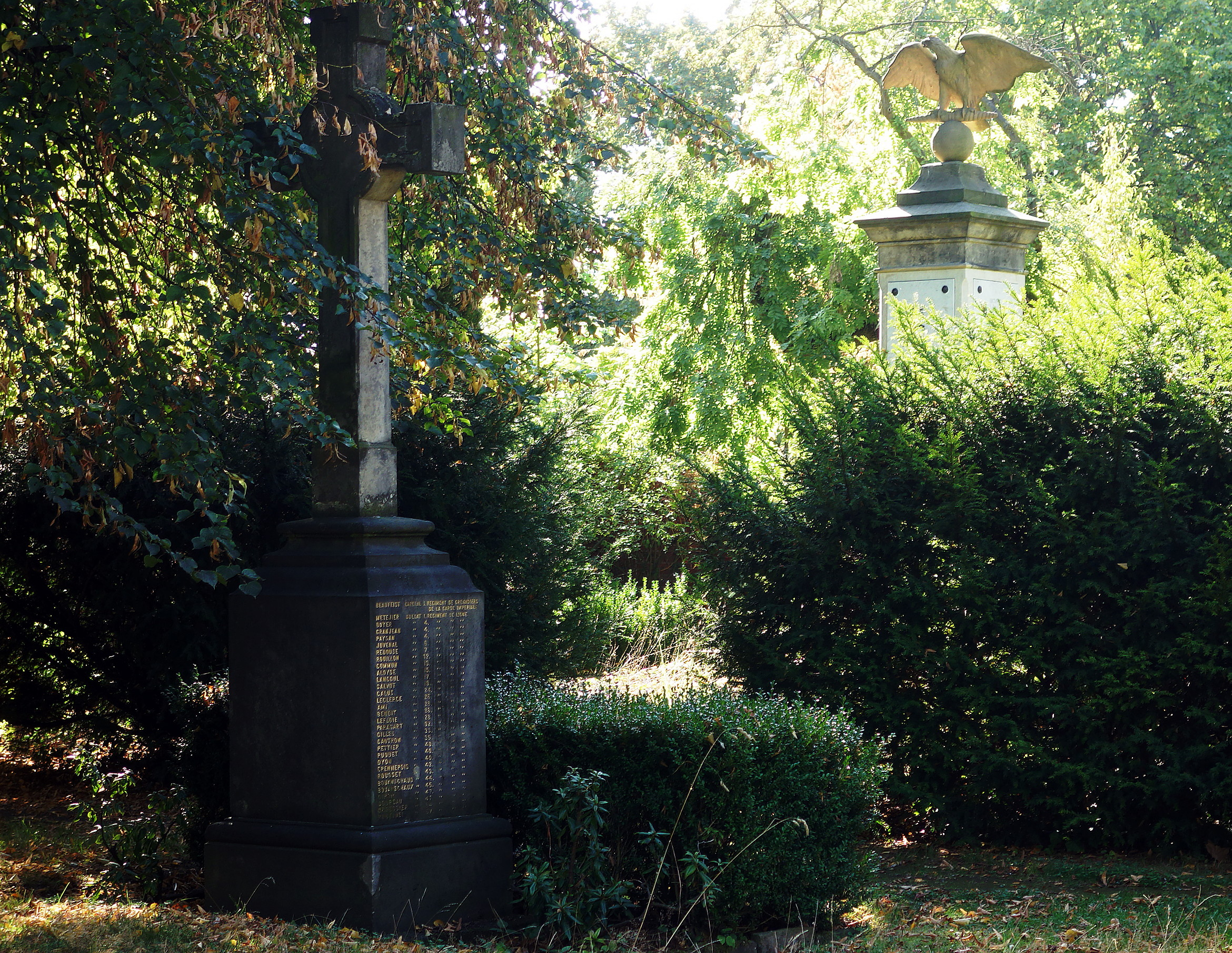

## Charakterystyka
Pułk został sformowany 21 lutego 1815. Stacjonował w Berlinie. Wchodził w skład Korpusu Gwardii.

 Wiosną 1914 był w strukturze 3 Brygady Kawalerii Gwardii z Dywizji Kawalerii Gwardii.